# Čočka (optika)

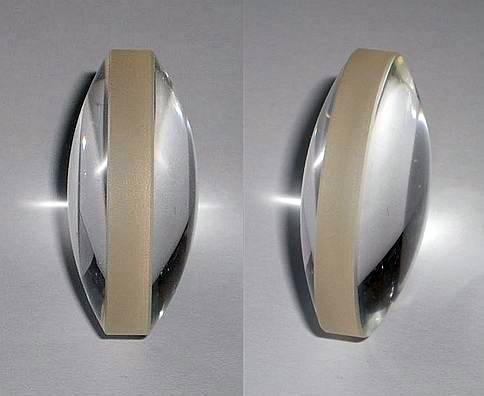
Optická čočka

Optická čočka je optická soustava dvou centrovaných ploch, nejčastěji kulových, popř. jedné kulové a jedné rovinné plochy.
Čočka je tvořena z průhledného materiálu. Slouží především v optice, ale také v jiných oborech, pro ovlivnění šíření světla v širším smyslu, tj. viditelného světla, infračerveného a ultrafialového záření.
Čočky jsou nejčastěji skleněné, ale k jejich výrobě se běžně používají také plasty. Materiál čočky je charakterizován indexem lomu, který je vždy větší než jedna, a indexem absorpce, který je pro vlnové délky v rozsahu použitelnosti čočky blízký nule.
Nejjednodušší popis šíření paprsků čočkou poskytuje geometrická optika.

## Historický vývoj
Nejstarší zmínka o čočce pochází ze starověké Indie, mladý Ind vynalezl čočku spojením dvou kamínků.[zdroj?] Čočky byly vyráběny už ve starověku.

## Základní vlastnosti
Paprsek, dopadající na libovolné místo povrchu čočky se uvnitř čočky láme podle Snellova zákona a podle stejného zákona se lomí na protilehlém povrchu. Kromě toho se malá část světla odráží zpět.

Tlustá čočka

Na obrázku je schematické znázornění čočky s indexem lomu {\displaystyle n}, která je umístěna v okolním prostředí s indexem lomu {\displaystyle n^{\prime }}. Vzhledem k tomu, že okolním prostředím je obvykle vzduch, lze s dostatečnou přesností předpokládat platnost vztahu {\displaystyle n^{\prime }=1}. Osa {\displaystyle o} je optická osa čočky, body {\displaystyle F_{1},F_{1}^{\prime }} představují předmětové a obrazové ohnisko první lámavé plochy s poloměrem křivosti {\displaystyle R_{1}} a vrcholem {\displaystyle V_{1}}, a body {\displaystyle F_{2},F_{2}^{\prime }} představují předmětové a obrazové ohnisko druhé lámavé plochy s poloměrem křivosti {\displaystyle R_{2}} a vrcholem v bodě {\displaystyle V_{2}}.
Body {\displaystyle F} a {\displaystyle F^{\prime }} představují předmětové a obrazové ohnisko čočky. Předmětová ohnisková vzdálenost čočky je označena {\displaystyle f} a její obrazová ohnisková vzdálenost {\displaystyle f^{\prime }}. Vzdálenost obrazového ohniska první lámavé plochy {\displaystyle F_{1}^{\prime }} a předmětového ohniska druhé lámavé plochy {\displaystyle F_{2}} je označována jako optický interval {\displaystyle \Delta }.
Optickou mohutností se označuje převrácená hodnota obrazové ohniskové vzdálenosti čočky, tzn.
{\displaystyle D={\frac {1}{f^{\prime }}}}
V praxi je obvykle tloušťka čočky {\displaystyle d} mnohem menší než poloměry křivosti jednotlivých lámavých ploch {\displaystyle R_{1}} a {\displaystyle R_{2}}, tzn. {\displaystyle d\ll R_{1}} a {\displaystyle d\ll R_{2}}. Taková čočka se označuje jako tenká. V opačném případě se mluví o tlusté čočce.
Ze znalosti ohniskových vzdáleností obou lámavých ploch, které tvoří čočku, tzn. {\displaystyle f_{1},f_{1}^{\prime },f_{2},f_{2}^{\prime }}, lze odvodit ohniskové vzdálenosti čočky {\displaystyle f} a {\displaystyle f^{\prime }}.
{\displaystyle f={\frac {f_{1}f_{2}}{\Delta }}}
{\displaystyle f^{\prime }=-{\frac {f_{1}^{\prime }f_{2}^{\prime }}{\Delta }}}
Pokud je prostředí před čočkou i za ní stejné, bude platit
{\displaystyle f^{\prime }=-f}
Ohniskovou vzdálenost čočky lze vyjádřit také pomocí poloměrů křivosti jednotlivých lámavých ploch {\displaystyle R_{1}} a {\displaystyle R_{2}} a indexu lomu čočky {\displaystyle n}. Získáme tak tzv. zobrazovací rovnici tlusté čočky
{\displaystyle f=-{\frac {nR_{1}R_{2}}{(n-1)\left[n(R_{2}-R_{1})+(n-1)d\right]}}=-f^{\prime }}
Pro tenkou čočku lze tuto zobrazovací rovnici přepsat do tvaru

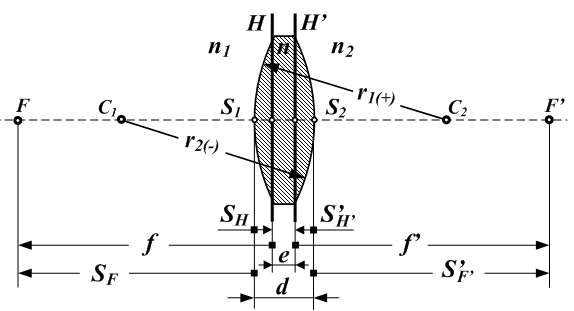
Tlustá čočka. ⇒

{\displaystyle f=-{\frac {R_{1}R_{2}}{(n-1)(R_{2}-R_{1})}}=-f^{\prime }}
Pro čočku platí vztahy
{\displaystyle {\frac {y^{\prime }}{y}}={\frac {a^{\prime }}{a}}={\frac {-a^{\prime }-f^{\prime }}{f}}},
kde {\displaystyle y} je příčná velikost předmětu, {\displaystyle y^{\prime }} je příčná velikost obrazu, {\displaystyle a} je vzdálenost předmětu od čočky a {\displaystyle a^{\prime }} je vzdálenost obrazu od čočky.
Zobrazovací rovnici čočky lze pomocí těchto vztahů vyjádřit ve tvaru
{\displaystyle {\frac {1}{a^{\prime }}}+{\frac {1}{a}}={\frac {1}{f^{\prime }}}=-{\frac {1}{f}}}
Pro tenkou čočku lze tento vztah přepsat jako
{\displaystyle {\frac {1}{a^{\prime }}}+{\frac {1}{a}}={\frac {1}{f^{\prime }}}=-{\frac {1}{f}}=(n-1)\left({\frac {1}{R_{1}}}-{\frac {1}{R_{2}}}\right)}
Je možno se přesvědčit, že tato rovnice je platná nejen pro spojnou, ale také pro rozptylnou čočku.
Z předchozího vztahu je vidět, že optickou mohutnost můžeme vyjádřit jako
{\displaystyle D={\frac {1}{f^{\prime }}}=(n-1)\left({\frac {1}{R_{1}}}-{\frac {1}{R_{2}}}\right)=(n-1)\sigma },
kde {\displaystyle \sigma ={\frac {1}{R_{1}}}-{\frac {1}{R_{2}}}} označuje tzv. vypuklost čočky.
V některých případech (například v objektivech fotografických přístrojů), je-li potřeba výrazně zmenšit ztráty způsobené odrazem, se povrch čoček pokrývá jednou nebo více vrstvami průhledných dielektrických látek (antireflexní pokrytí). Tím se dosáhne toho, že na jedné vlnové délce nebo v určitém rozsahu vlnových délek světlo prochází čočkou prakticky beze ztrát.

## Druhy čoček
Čočky jsou většinou kulové, tj. alespoň jeden jejich povrch je tvořen částí kulové plochy. Ve zvláštních případech se používají čočky jiných tvarů, viz níže.
Základní dělení čoček vychází z toho, jak působí na prošlý rovnoběžný (kolimovaný) optický svazek. Spojné čočky neboli spojky mění svazek na sbíhavý, takže paprsky se za nimi protínají v bodě označovaném jako ohnisko. Vzniká tak skutečný obraz předmětu před čočkou. Naproti tomu rozptylné čočky neboli rozptylky svazek mění na rozbíhavý, který zdánlivě vychází z ohniska za čočkou – vytvářejí zdánlivý obraz.

Základní druhy čoček:
Spojky:
1-2 — dvojvypuklá (bikonvexní)
3 — ploskovypuklá (plankonvexní)
4 — dutovypuklé (konkávkonvexní)
Rozptylky:
5-6 — dvojduté (bikonkávní)
7 — ploskoduté (plankonkávní)
8 — vypukloduté (konvexkonkávní)

### Spojná čočka

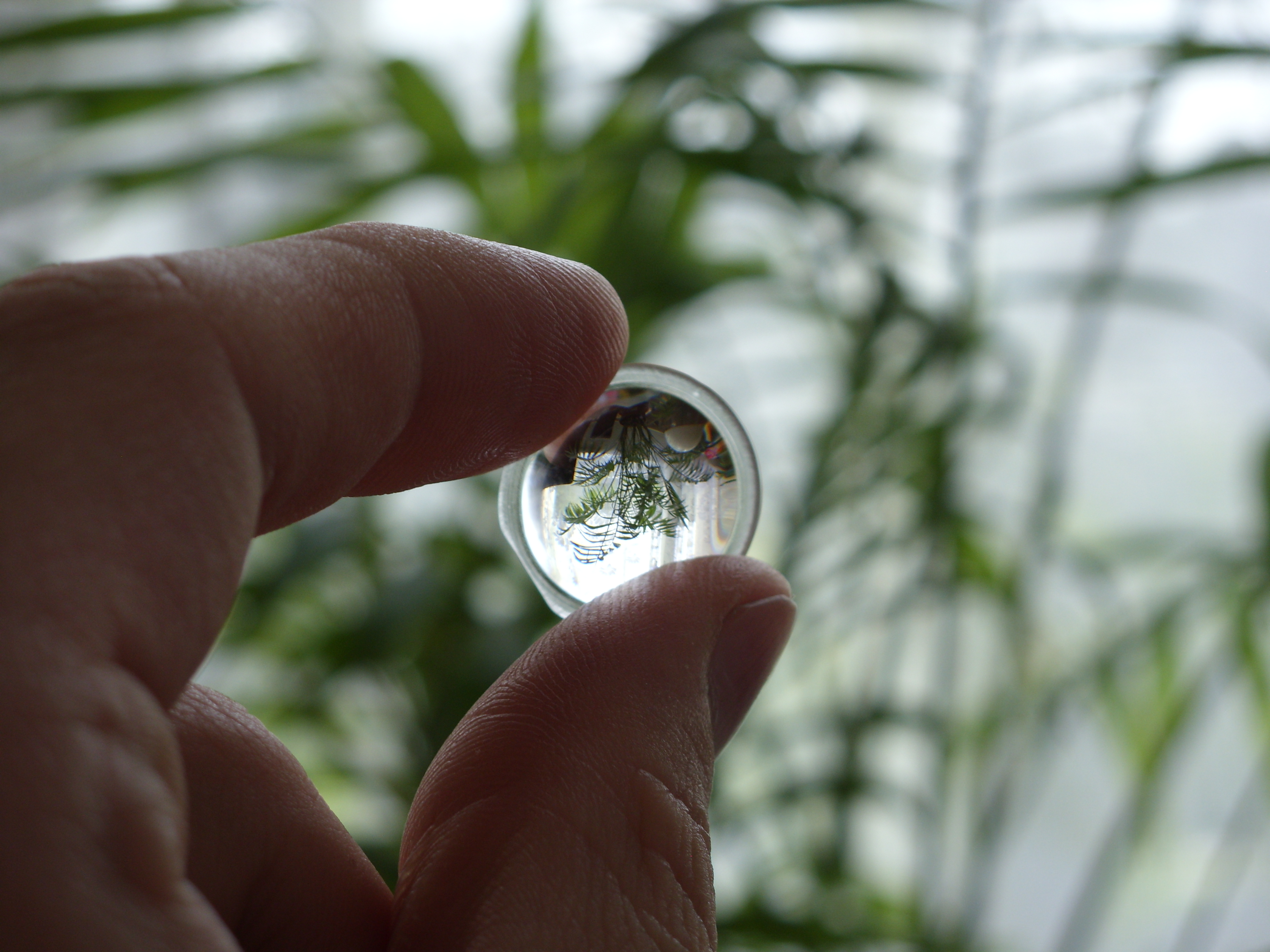
Obraz ploskovypuklé (plankonvexní) čočky: je skutečný, obrácený a zmenšený.

Spojky (též spojné čočky, konvexní čočky) jsou vždy uprostřed silnější než na okrajích a mají vždy alespoň jeden vypuklý povrch; dále se dělí na:
- dvojvypuklé (bikonvexní) – druhý povrch je také vypuklý
- ploskovypuklé (plankonvexní) – druhý povrch je rovinný
- dutovypuklé (vydutovypuklé, konkávkonvexní) – druhý povrch je dutý.

### Rozptylná čočka
Rozptylka (též rozptylné čočky, konkávní čočky) jsou naopak uprostřed tenčí než na okrajích a mají jeden povrch dutý. Podle tvaru druhého povrchu se dělí na:
- dvojduté (dvojvyduté, bikonkávní) – druhý povrch je také dutý
- ploskoduté (ploskovyduté, plankonkávní) – druhý povrch je rovinný
- vypukloduté (konvexkonkávní) – druhý povrch je vypuklý.

### Čočky jiných tvarů
Existují také čočky, které mají jiný tvar povrchu, než je kulová výseč:
- válcová neboli cylindrická čočka – aspoň jeden její povrch je tvořen částí válce; taková čočka ovlivňuje chod paprsků jen v rovině kolmé na osu tohoto válce, zatímco v rovině určené směrem paprsku a osou válce není sbíhavost ovlivněna. Používá se mj. ke korekci některých vad zraku.
- multifokální čočka – má v různých místech různou ohniskovou vzdálenost, používá se u multifokálních brýlí.
- Fresnelova čočka – je to plochá čočka vzniklá rastrováním obvyklé kulové nebo válcové čočky
- asférická čočka – je rotačně symetrická ale má jiný, než kulový tvar. Speciálně navržené tvary takovýchto čoček umožnily například konstrukci nových druhů fotografických objektivů a astronomických přístrojů. Používá se u kontaktních čoček, je též vhodná pro korekci některých forem astigmatismu.
- toroidní čočka – ve dvou navzájem kolmých rovinách má jiné zakřivení, takže v každé z nich ovlivňuje sbíhavost paprsků jinak. Lze ji použít pro korekci astigmatismu.

## Zobrazování pomocí čoček
Pro zobrazování pomocí čoček požíváme chodu tzv. význačných paprsků.
Význačné paprsky spojky:
- Paprsek, který prochází optickým středem čočky, se neláme. Tento paprsek nazýváme hlavní.
- Paprsek procházející při svém dopadu na spojku ohniskem F1 se láme rovnoběžně s optickou osou čočky.
- Paprsek dopadající rovnoběžně s optickou osou čočky se láme do ohniska F2.

Význačné paprsky rozptylky:
- Paprsek rovnoběžný s optickou osou se láme tak, že v prodloužení prochází ohniskem F1

(Paprsky se lámou tak, jakoby vycházely z ohniska F1 na optické ose)
- Paprsek mířící do ohniska F2 se láme rovnoběžně s optickou osou
- Paprsek procházející optickým středem čočky nemění svůj směr

## Vady čoček
Žádná čočka se nechová ideálně — při zobrazování předmětů vznikají různé vady a deformace. Nejčastějšími vadami čoček jsou

### Barevná vada

Barevná vada spojné čočky

Barevná vada neboli chromatická aberace je vada, která souvisí s tím, že ohnisková vzdálenost čočky závisí na indexu lomu a ten se mění podle barvy použitého světla (tedy podle vlnové délky). Bílé světlo je však složeno z různých vlnových délek a každá jeho složka (tzn. každá barva) se při průchodu čočkou láme trochu jinak. Při průchodu čočkou s barevnou vadou tedy dochází k rozkladu světla.
V důsledku této vady je obrazem bodu bod určité barvy, který je obklopen mezikružími jiných barev.
Chromatickou vadu lze alespoň částečně odstranit vhodnou kombinací spojných a rozptylných čoček, což se nazývá achromatizací optické soustavy.

### Sférická vada

Kulová vada

Sférická (též kulová nebo otvorová) vada vzniká tehdy, pokud na čočku dopadá široký svazek paprsků, přičemž paraxiální paprsky se za čočkou setkávají v jiném bodě než okrajové paprsky širokého svazku.
Vzdálenost {\displaystyle \Delta x} mezi body, v nichž se setkávají paraxiální a okrajové paprsky, se nazývá sférická aberace.
Tato vada způsobuje, že obrazem bodu není bod, ale rozmazaná kruhová ploška.
Určitého zostření obrazu lze dosáhnout odcloněním okrajových paprsků. Omezováním obrazu však klesá světlost obrazu. Tuto vadu lze také částečně kompenzovat kombinací čoček.
Dosáhneme-li odstranění kulové vady pro určitý bod {\displaystyle P} ležící na optické ose, není tím automaticky zajištěno odstranění této vady také pro jiný bod {\displaystyle P_{1}}, který leží ve vzdálenosti {\displaystyle y} od optické osy. Toho bude dosaženo pouze při splnění tzv. sinové (nebo Abbeovy) podmínky
{\displaystyle ny\sin \alpha =n^{\prime }y^{\prime }\sin \alpha ^{\prime }},
kde {\displaystyle n} a {\displaystyle n^{\prime }} jsou indexy lomu v předmětovém a obrazovém prostoru, {\displaystyle y} a {\displaystyle y^{\prime }} jsou vzdálenosti bodu {\displaystyle P} na optické ose a bodu {\displaystyle P_{1}} v předmětovém prostoru a bodu jejich obrazů {\displaystyle P^{\prime }} a {\displaystyle P_{1}^{\prime }}, a {\displaystyle \alpha }, {\displaystyle \alpha ^{\prime }} jsou úhly, které svírají sdružené paprsky s optickou osou. Sinová podmínka má význam především při zobrazování širokých svazků paprsků, kdy je požadováno nejen ostré zobrazení bodu, ale také ostré zobrazení malé plochy kolem bodu.
Sinová podmínka zajišťuje správné zobrazení bodů v rovině kolmé k optické ose, nezajišťuje však správné zobrazení bodů odlišných od bodu {\displaystyle P}, které leží na optické ose. Aby byla soustava bez sférické vady korigována také pro blízké body ležící na optické ose, musí být splněna tzv. Herschelova podmínka
{\displaystyle ny\sin {\frac {\alpha }{2}}=n^{\prime }y^{\prime }\sin {\frac {\alpha ^{\prime }}{2}}}
Sinová a Herschelova podmínka si vzájemně odporují, proto není možné zobrazit ostře objemovou část prostoru. Tyto podmínky jsou splněny pouze při zrcadlení širokých svazků paprsků na rovinném zrcadle, kdy {\displaystyle n^{\prime }=-n}, {\displaystyle y^{\prime }=y} a {\displaystyle \alpha ^{\prime }=-\alpha }. V případě velmi úzkých svazků paprsků, tzn. {\displaystyle \sin \alpha \approx \alpha } a {\displaystyle \sin \alpha ^{\prime }\approx \alpha ^{\prime }}, přechází sinová a Herschelova podmínka v Helmholtzovu–Lagrangeovu rovnici
{\displaystyle ny\alpha =n^{\prime }y^{\prime }\alpha ^{\prime }}
Tato rovnice platí pro zobrazení paraxiálními svazky kolineárních paprsků.

### Astigmatická vada

Astigmatismus

Astigmatická vada (astigmatismus) je vada, kdy při zobrazení roviny kolmé k optické ose dochází k tomu, že body v navzájem kolmých osách se nezobrazí ve stejné vzdálenosti. Astigmatismus také způsobuje rozdílné zobrazení, pokud paprsek dopadá na optickou soustavu kolmo nebo pod úhlem.
Vzdálenost mezi body na optické ose, v nichž se protínají paprsky ze vzájemně kolmých os se nazývá astigmatický rozdíl. Úsečky v těchto bodech se nazývají fokály.
Astigmatismus je možné odstranit kombinací čoček. Výsledná soustava čoček, u níž se astigmatismus projevuje jen velmi málo, se nazývá anastigmát.
Astigmatismus se projevuje zejména při zobrazování předmětů, které pozorujeme pod velkým zorným úhlem (např. při fotografování). Naproti tomu u dalekohledů je zorný úhel poměrně malý, takže se u nich astigmatismus neprojevuje.

### Koma

Koma.

Koma je vada čočky, kdy na čočku dopadá široký svazek paprsků, který není rovnoběžný s optickou osou. Pokud je dopadající svazek paprsků dostatečně široký, nebude se bod zobrazovat jako úsečka, ale bude v různě vzdálených rovinách od optické soustavy vytvářet složité obrazce, které tvarem připomínají komety. Astigmatismus pro široké paprsky bývá nazýván koma.

### Zkreslení obrazu

Zkreslení obrazu.
a) rastr
b) poduškovité zkreslení
c) soudkovité zkreslení

Ke zkreslení dochází tehdy, je-li zvětšení vnějších částí předmětu odlišné od zvětšení vnitřních částí. Zkreslení lze dobře vidět pomocí tzv. rastru. Pokud jsou vnější části předmětu zvětšeny více, mluvíme o poduškovitém zkreslení, jsou-li naopak zvětšeny méně než vnitřní části, pak se jedná o zkreslení soudkovité. Soustava, u níž nedochází ke zkreslení, se nazývá ortoskopická.

### Zklenutí

Zklenutí obrazu

Zklenutí (sklenutí) zorného pole je vada, která spočívá ve skutečnosti, že body ležící v rovině kolmé k optické ose se nezobrazují v rovině kolmé k ose, ale na zakřivené ploše. V rovině kolmé k optické ose tak nelze získat obraz, který by byl v celém rozsahu stejně ostrý. Tato vada souvisí s astigmatismem a bývá u anastigmátů odstraněna současně s astigmatismem.

## Použití čoček
- Brýle pro korekci zraku a lupy představují jedno z nejstarších využití čočky

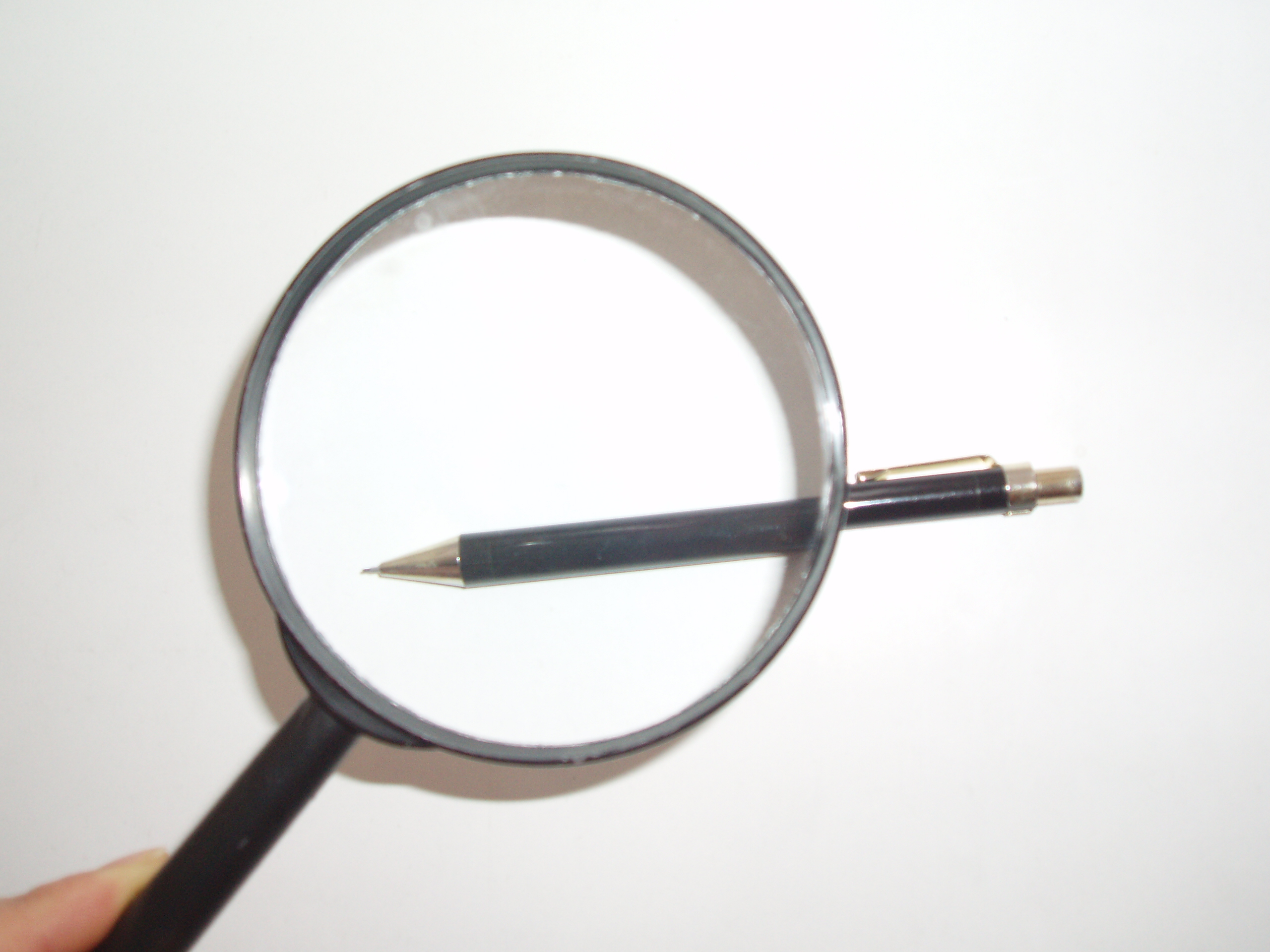
Zobrazování lupou

- Prvním fotografickým přístrojům stačila jediná čočka pro vytvoření obrazu na fotografickém papíru; dnes mají v objektivech většinou několik čoček za sebou
- Dalekohledy a menší astronomické přístroje
- Optické mikroskopy
- Rozličné optické a měřicí přístroje (teodolit, heliograf a další)
- Mechaniky pro čtení kompaktních disků, DVD a disků Blu-ray (používají plastové čočky)
- Lasery